# 青木孝義

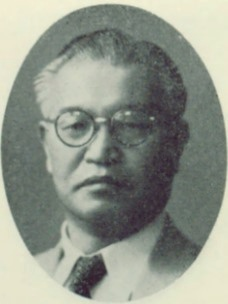
青木孝義

青木 孝義（靑木孝義、あおき たかよし、1897年1月19日 - 1962年1月14日）は、日本の経済学者、政治家。位階は正三位、勲等は勲二等。日本大学教授、衆議院議員（3期）、経済安定本部総務長官（第7代）。経済学博士。

## 来歴・人物
愛知県南設楽郡平井村（現在の新城市）出身。1920年3月、日本大学専門部政治科を卒業。さらに1921年に同大高等専攻科を卒業。その後、日大から派遣されドイツに留学し、ベルリン大学、ハイデルベルク大学、ゲッティンゲン大学で、金融などを学び経済学博士の学位を取得。帰国後、日本大学の教授、経済学部長、理事を歴任。
戦後、1946年4月の第22回衆議院議員総選挙で愛知県第2区に日本自由党から立候補し初当選。その後、愛知県第5区の第23回から第25回総選挙まで3回連続で当選。1953年4月の第26回総選挙には立候補せず引退した。
所属政党では、民主自由党政務調査会長、自由党総務などを務める。また、第1次吉田内閣の文部政務次官、第3次吉田内閣の経済安定本部総務長官兼中央経済調査庁長官兼物価庁長官に就任。
1962年1月14日、死去した。64歳没。同月19日、特旨を以て位記を追賜され、死没日付をもって正三位勲二等に叙され、旭日重光章を追贈された。同年、新城市初の名誉市民に選ばれた。

## 著訳書
著書
- 『銀行要論』三友社、1935年。
- 『貨幣論』日本大学出版部、1936年。
- 『貨幣経済の理論 - 貨幣本質の理論的研究』巌松堂書店、1941年。
- 『貨幣論新講』商工行政社、1941年。

訳書
- ロバート・ヴイルブラント『経済思想史概論』大明堂書店、1926年。
- グレゴリー・ビイーンシュトック『政界経済入門』邦光堂、1932年。
- エルンスト・ワーゲマン『貨幣理論』三笠書房、1940年。

## 親族
- 長男 青木顕一郎（日本大学名誉教授）
- 三男 青木恒春（医師、板橋医師会会長、東京都医師会常任理事）
- 孫 青木義男（日本大学理工学部教授）
- 孫 青木正孝 (著述家 音楽評論家)